# Giuseppe Pancaro
Giuseppe Pancaro, detto Pippo (Cosenza, 26 agosto 1971), è un allenatore di calcio ed ex calciatore italiano, di ruolo difensore.

## Biografia
Dal 23 giugno 2007 è sposato con la showgirl sorrentina Vincenza Cacace, con la quale ha avuto due figli: Riccardo, nato il 3 dicembre 2005 e Virginia, nata il 27 dicembre 2008.
Insieme ad altri calciatori, ha partecipato al doppiaggio del film Shaolin Soccer.

## Carriera

### Giocatore

#### Club

Pancaro (in piedi, secondo da destra) nella Lazio campione d'Italia 1999-2000

Cresciuto nell'Acri, ha debuttato in Interregionale nel 1988 a 17 anni giocando tutto il campionato da titolare. Trasferitosi alle giovanili del Torino nel 1989, vi è rimasto per due stagioni, prima di essere mandato in prestito all'Avezzano in Serie C2.
Acquistato dal Cagliari nel 1992, ha giocato solamente 10 partite nelle prime due stagioni, prima di imporsi come titolare. Durante l'esperienza cagliaritana debutta in Coppa UEFA, siglando il gol del definitivo 3-2 nella semifinale d'andata giocata dai sardi contro l'Inter, pochi minuti dopo il suo ingresso in campo.
Nel 1997 è passato alla Lazio con cui ha militato per 6 stagioni vincendo lo scudetto del 2000, due Coppe Italia (1998 e 2000), due Supercoppe italiane, la Coppa delle Coppe e la Supercoppa UEFA del 1999.
Si trasferisce nel 2003 al Milan vincendo subito la Supercoppa UEFA contro il Porto giocando da titolare. In questa stagione vince il suo secondo scudetto personale mentre nell'annata 2004-05 arricchisce il palmares personale con un'altra Supercoppa Italiana, vinta proprio contro una sua ex squadra, ovvero la Lazio allenata all'epoca da Mimmo Caso.
Dopo due anni in maglia rossonera si trasferisce alla Fiorentina dove resta una sola stagione collezionando 18 presenze.
Chiude la sua carriera a 36 anni al termine del campionato 2006-07 giocato con la maglia del Torino, club col quale inizió nel grande calcio.

#### Nazionale
Esordisce in Nazionale in un'amichevole con la Croazia del 28 aprile 1999, durante la gestione di Dino Zoff. Incluso nell'elenco dei 26 pre-convocati per Euro 2000, non viene confermato nella lista definitiva. Convocato anche da Giovanni Trapattoni e Marcello Lippi, in azzurro totalizza 19 presenze, l'ultima delle quali il 9 febbraio 2005 contro la Russia.

### Allenatore
Il 12 luglio 2012 intraprende la sua prima esperienza da allenatore come vice di Dario Marcolin sulla panchina del Modena, terminando il rapporto con la società emiliana il 20 marzo 2013, all'indomani dell'esonero di Marcolin.
Il 4 giugno 2014 viene ufficializzato il suo nuovo incarico come allenatore della Juve Stabia. Il 13 marzo 2015 viene esonerato con la squadra terza in classifica nel Girone C di Lega Pro, sostituito dal vice Marco Savini.
Il 16 luglio seguente diventa il nuovo allenatore del Catania, militante in Serie C, il primo campionato dopo lo scandalo delle partite comprate che ha travolto la società etnea l'anno precedente, partendo con 9 punti di penalizzazione (poi diventati 10). Il 1º marzo 2016 viene esonerato e sostituito da Francesco Moriero, in seguito alla sconfitta contro la Casertana (0-1), con la squadra in zona play-out.
Il 6 marzo 2018 subentra sulla panchina del Catanzaro, in Serie C, al posto del dimissionario Davide Dionigi, sottoscrivendo un contratto biennale. Al termine della stagione lascia la squadra calabrese.
Il 28 giugno 2019 viene ufficializzato il suo passaggio sulla panchina della Pistoiese. Conclusa la stagione al dodicesimo posto (campionato interrotto a causa della pandemia di COVID-19), il 23 giugno 2020 lascia la squadra toscana.
Dopo due anni di inattività, il 21 ottobre 2022 viene nominato nuovo tecnico del Monopoli, in quel momento 9º nel Girone C di Serie C con 13 punti dopo 9 giornate, sottoscrivendo un contratto fino al termine della stagione. Viene esonerato il 19 marzo 2023  con la squadra al 7º posto con 45 punti di cui 32 collezionati da Pancaro in 24 partite.

## Statistiche

### Presenze e reti nei club
| Stagione        | Squadra         | Campionato      | Campionato | Campionato | Coppe nazionali | Coppe nazionali | Coppe nazionali | Coppe continentali | Coppe continentali | Coppe continentali | Altre coppe | Altre coppe | Altre coppe | Totale | Totale |
| Stagione        | Squadra         | Comp            | Pres       | Reti       | Comp            | Pres            | Reti            | Comp               | Pres               | Reti               | Comp        | Pres        | Reti        | Pres   | Reti   |
| --------------- | --------------- | --------------- | ---------- | ---------- | --------------- | --------------- | --------------- | ------------------ | ------------------ | ------------------ | ----------- | ----------- | ----------- | ------ | ------ |
| 1988-1989       | Acri            | Int.            | 29         | 0          | -               | -               | -               | -                  | -                  | -                  | -           | -           | -           | 29     | 0      |
| 1991-1992       | Avezzano        | C2              | 32         | 2          | -               | -               | -               | -                  | -                  | -                  | -           | -           | -           | 32     | 2      |
| 1992-1993       | Cagliari        | A               | 3          | 0          | CI              | 0               | 0               | -                  | -                  | -                  | -           | -           | -           | 3      | 0      |
| 1993-1994       | Cagliari        | A               | 7          | 0          | CI              | 0               | 0               | CU                 | 2                  | 1                  | -           | -           | -           | 9      | 1      |
| 1994-1995       | Cagliari        | A               | 24         | 0          | CI              | 0               | 0               | -                  | -                  | -                  | -           | -           | -           | 24     | 0      |
| 1995-1996       | Cagliari        | A               | 32         | 1          | CI              | 0               | 0               | -                  | -                  | -                  | -           | -           | -           | 32     | 1      |
| 1996-1997       | Cagliari        | A               | 31         | 4          | CI              | 0               | 0               | -                  | -                  | -                  | -           | -           | -           | 31     | 4      |
| Totale Cagliari | Totale Cagliari | Totale Cagliari | 97         | 5          |                 | 0               | 0               |                    | 0                  | 0                  |             | -           | -           | 99     | 6      |
| 1997-1998       | Lazio           | A               | 24         | 1          | CI              | 3               | 0               | CU                 | 7                  | 0                  | -           | -           | -           | 34     | 1      |
| 1998-1999       | Lazio           | A               | 30         | 0          | CI              | 4               | 0               | CdC                | 8                  | 0                  | SI          | 0           | 0           | 42     | 0      |
| 1999-2000       | Lazio           | A               | 28         | 3          | CI              | 5               | 0               | UCL                | 11                 | 0                  | SU          | 1           | 0           | 45     | 3      |
| 2000-2001       | Lazio           | A               | 31         | 0          | CI              | 1               | 0               | UCL                | 10                 | 0                  | SI          | 1           | 0           | 43     | 0      |
| 2001-2002       | Lazio           | A               | 23         | 1          | CI              | 1               | 0               | UCL                | 7                  | 0                  | -           | -           | -           | 31     | 1      |
| 2002-2003       | Lazio           | A               | 16         | 0          | CI              | 4               | 2               | CU                 | 5                  | 0                  | -           | -           | -           | 25     | 2      |
| Totale Lazio    | Totale Lazio    | Totale Lazio    | 152        | 5          |                 | 18              | 2               |                    | 48                 | 0                  |             | 2           | 0           | 220    | 7      |
| 2003-2004       | Milan           | A               | 21         | 1          | CI              | 3               | 0               | UCL                | 7                  | 0                  | SI+SU+CInt  | 0+1+1       | 0           | 33     | 1      |
| 2004-2005       | Milan           | A               | 18         | 1          | CI              | 4               | 0               | UCL                | 1                  | 0                  | SI          | 0           | 0           | 23     | 1      |
| Totale Milan    | Totale Milan    | Totale Milan    | 39         | 2          |                 | 7               | 0               |                    | 8                  | 0                  |             | 2           | 0           | 56     | 2      |
| 2005-2006       | Fiorentina      | A               | 18         | 0          | CI              | 4               | 0               | -                  | -                  | -                  | -           | -           | -           | 22     | 0      |
| 2006-2007       | Torino          | A               | 10         | 0          | CI              | 1               | 0               | -                  | -                  | -                  | -           | -           | -           | 11     | 0      |
| Totale carriera | Totale carriera | Totale carriera | 377        | 14         |                 | 30              | 2               |                    | 58                 | 1                  |             | 4           | 0           | 469    | 17     |

### Cronologia presenze e reti in nazionale
| Cronologia completa delle presenze e delle reti in nazionale ― Italia | Cronologia completa delle presenze e delle reti in nazionale ― Italia | Cronologia completa delle presenze e delle reti in nazionale ― Italia | Cronologia completa delle presenze e delle reti in nazionale ― Italia | Cronologia completa delle presenze e delle reti in nazionale ― Italia | Cronologia completa delle presenze e delle reti in nazionale ― Italia | Cronologia completa delle presenze e delle reti in nazionale ― Italia | Cronologia completa delle presenze e delle reti in nazionale ― Italia |
| Data                                                                  | Città                                                                 | In casa                                                               | Risultato                                                             | Ospiti                                                                | Competizione                                                          | Reti                                                                  | Note                                                                  |
| --------------------------------------------------------------------- | --------------------------------------------------------------------- | --------------------------------------------------------------------- | --------------------------------------------------------------------- | --------------------------------------------------------------------- | --------------------------------------------------------------------- | --------------------------------------------------------------------- | --------------------------------------------------------------------- |
| 28-4-1999                                                             | Zagabria                                                              | Croazia                                                               | 0 – 0                                                                 | Italia                                                                | Amichevole                                                            | -                                                                     | 63’                                                                   |
| 9-6-1999                                                              | Losanna                                                               | Svizzera                                                              | 0 – 0                                                                 | Italia                                                                | Qual. Euro 2000                                                       | -                                                                     | 70’                                                                   |
| 8-9-1999                                                              | Napoli                                                                | Italia                                                                | 2 – 3                                                                 | Danimarca                                                             | Qual. Euro 2000                                                       | -                                                                     | 48’                                                                   |
| 29-3-2000                                                             | Barcellona                                                            | Spagna                                                                | 2 – 0                                                                 | Italia                                                                | Amichevole                                                            | -                                                                     | 73’                                                                   |
| 7-10-2000                                                             | Milano                                                                | Italia                                                                | 3 – 0                                                                 | Romania                                                               | Qual. Mondiali 2002                                                   | -                                                                     | 54’                                                                   |
| 11-10-2000                                                            | Ancona                                                                | Italia                                                                | 2 – 0                                                                 | Georgia                                                               | Qual. Mondiali 2002                                                   | -                                                                     | 75’                                                                   |
| 24-3-2001                                                             | Bucarest                                                              | Romania                                                               | 0 – 2                                                                 | Italia                                                                | Qual. Mondiali 2002                                                   | -                                                                     | 27’                                                                   |
| 25-4-2001                                                             | Perugia                                                               | Italia                                                                | 1 – 0                                                                 | Sudafrica                                                             | Amichevole                                                            | -                                                                     | 70’                                                                   |
| 2-6-2001                                                              | Tbilisi                                                               | Georgia                                                               | 1 – 2                                                                 | Italia                                                                | Qual. Mondiali 2002                                                   | -                                                                     |                                                                       |
| 1-9-2001                                                              | Kaunas                                                                | Lituania                                                              | 0 – 0                                                                 | Italia                                                                | Qual. Mondiali 2002                                                   | -                                                                     | 67’                                                                   |
| 5-9-2001                                                              | Piacenza                                                              | Italia                                                                | 1 – 0                                                                 | Marocco                                                               | Amichevole                                                            | -                                                                     | 85’                                                                   |
| 7-11-2001                                                             | Saitama                                                               | Giappone                                                              | 1 – 1                                                                 | Italia                                                                | Amichevole                                                            | -                                                                     | 67’                                                                   |
| 20-11-2002                                                            | Pescara                                                               | Italia                                                                | 1 – 1                                                                 | Turchia                                                               | Amichevole                                                            | -                                                                     | 84’                                                                   |
| 12-11-2003                                                            | Varsavia                                                              | Polonia                                                               | 3 – 1                                                                 | Italia                                                                | Amichevole                                                            | -                                                                     | 46’                                                                   |
| 16-11-2003                                                            | Ancona                                                                | Italia                                                                | 1 – 0                                                                 | Romania                                                               | Amichevole                                                            | -                                                                     | 85’                                                                   |
| 18-2-2004                                                             | Palermo                                                               | Italia                                                                | 2 – 2                                                                 | Rep. Ceca                                                             | Amichevole                                                            | -                                                                     | 76’                                                                   |
| 31-3-2004                                                             | Braga                                                                 | Portogallo                                                            | 1 – 2                                                                 | Italia                                                                | Amichevole                                                            | -                                                                     | 46’                                                                   |
| 13-10-2004                                                            | Parma                                                                 | Italia                                                                | 4 – 3                                                                 | Bielorussia                                                           | Qual. Mondiali 2006                                                   | -                                                                     |                                                                       |
| 9-2-2005                                                              | Cagliari                                                              | Italia                                                                | 2 – 0                                                                 | Russia                                                                | Amichevole                                                            | -                                                                     | 69’                                                                   |
| Totale                                                                |                                                                       | Presenze                                                              | 19                                                                    |                                                                       | Reti                                                                  | 0                                                                     |                                                                       |

### Statistiche da allenatore
Statistiche aggiornate al 19 marzo 2023.
| Stagione            | Squadra         | Campionato      | Campionato | Campionato | Campionato | Campionato | Coppe nazionali | Coppe nazionali | Coppe nazionali | Coppe nazionali | Coppe nazionali | Coppe continentali | Coppe continentali | Coppe continentali | Coppe continentali | Coppe continentali | Altre coppe | Altre coppe | Altre coppe | Altre coppe | Altre coppe | Totale | Totale | Totale | Totale | % Vittorie | Piazzamento |
| Stagione            | Squadra         | Comp            | G          | V          | N          | P          | Comp            | G               | V               | N               | P               | Comp               | G                  | V                  | N                  | P                  | Comp        | G           | V           | N           | P           | G      | V      | N      | P      | %          | Piazzamento |
| ------------------- | --------------- | --------------- | ---------- | ---------- | ---------- | ---------- | --------------- | --------------- | --------------- | --------------- | --------------- | ------------------ | ------------------ | ------------------ | ------------------ | ------------------ | ----------- | ----------- | ----------- | ----------- | ----------- | ------ | ------ | ------ | ------ | ---------- | ----------- |
| 2014-mar. 2015      | Juve Stabia     | LP              | 28         | 14         | 9          | 5          | CI+CI-LP        | 2+3             | 1+1             | 0+1             | 1+1             | -                  | -                  | -                  | -                  | -                  | -           | -           | -           | -           | -           | 33     | 16     | 10     | 7      | 48,48      | Eson.       |
| 2015-mar. 2016      | Catania         | LP              | 24         | 8          | 11         | 5          | CI+CI-LP        | 2+1             | 1+0             | 0+0             | 1+1             | -                  | -                  | -                  | -                  | -                  | -           | -           | -           | -           | -           | 27     | 9      | 11     | 7      | 33,33      | Eson.       |
| mar.-giu. 2018      | Catanzaro       | C               | 9          | 2          | 4          | 3          | CI-C            | 0               | 0               | 0               | 0               | -                  | -                  | -                  | -                  | -                  | -           | -           | -           | -           | -           | 9      | 2      | 4      | 3      | 22,22      | Sub., 14º   |
| 2019-2020           | Pistoiese       | C               | 27         | 6          | 15         | 6          | CI-C            | 2               | 1               | 0               | 1               | -                  | -                  | -                  | -                  | -                  | -           | -           | -           | -           |             | 29     | 7      | 15     | 7      | 24,14      | 12º         |
| ott. 2022-mar. 2023 | Monopoli        | C               | 24         | 9          | 5          | 10         | CI-C            | 1               | 0               | 0               | 1               | -                  | -                  | -                  | -                  | -                  | -           | -           | -           | -           |             | 25     | 9      | 5      | 11     | 36,00      | Sub., Eson. |
| Totale carriera     | Totale carriera | Totale carriera | 112        | 39         | 44         | 29         |                 | 11              | 4               | 1               | 6               |                    | -                  | -                  | -                  | -                  |             | -           | -           | -           | -           | 123    | 43     | 45     | 35     | 34,96      |             |

## Palmarès

### Giocatore

#### Club

##### Competizioni giovanili
- Campionato Primavera: 1

Torino: 1990-1991

##### Competizioni nazionali
- Coppa Italia: 2

Lazio: 1997-1998, 1999-2000
- Supercoppa italiana: 3

Lazio: 1998, 2000
Milan: 2004
- Campionato italiano: 2

Lazio: 1999-2000
Milan: 2003-2004

##### Competizioni internazionali
- Coppa Mitropa: 1

Torino: 1991
- Coppa delle Coppe: 1

Lazio: 1998-1999
- Supercoppa UEFA: 2

Lazio: 1999
Milan: 2003